# Corral-Rubio
Corral-Rubio es un municipio español situado al sureste de la península ibérica, en la provincia de Albacete, dentro de la comunidad autónoma de Castilla-La Mancha, ubicado en la comarca de la Mancha de Montearagón. Se encuentra a 45 km de la capital provincial. En 2022 contaba con 315 habitantes, según datos del INE. Está rodeado por los términos municipales de Pétrola, Chinchilla de Montearagón, Montealegre del Castillo y Fuente-Álamo. Ocupa una extensión total de 94,76 km². Comprende la pedanía de La Higuera.

## Naturaleza
Las lagunas de Corral-Rubio pertenecen al complejo lagunar Corral Rubio-La Higuera, en el que todavía pueden reconocerse 18 depresiones, hoyas, bancales y lagunas con diferentes características ecológicas. Situadas entre los 855 y 900 m s. n. m. algunas han sido labradas y cultivadas, su lecho alterado y algunas solo se encharcan tras tormentas ocasionales. Otras pueden almacenar eventualmente un volumen considerable de agua y entonces surge una abundante vegetación acuática y marginal. 
Pero lo más característico de esta zona es la presencia de lagunas hipersalinas que confieren a este núcleo de humedales un interés ecológico indiscutible. Aunque el lecho de las lagunas más salinas se conserva casi inalterado, los cultivos que las rodean restringen y en algunos casos eliminan la vegetación marginal, amputando la sucesión vegetal propia de estos humedales.
El entorno del complejo lagunar Pétrola, Corral-Rubio, La Higuera cuenta con una gran cantidad de aves y es uno de los puntos neurálgicos del turismo ornitológico en la provincia de Albacete. Algunas de las aves más conocidas son: flamencos, avutardas, moritos, garzas, ánades y fochas.

## Geografía humana

### Demografía
Cuenta con una población de 302 habitantes (INE 2024).
| Gráfica de evolución demográfica de Corral Rubio entre 1857 y 2021                                                    |
| |
| Población de derecho según los censos de población del INE. Población de hecho según los censos de población del INE. |

### Economía
La economía de Corral-Rubio depende básicamente de la agricultura, donde podemos destacar la producción de cereales, la ganadería y el cultivo de viñedos pertenecientes a la Denominación de Origen Almansa.
No existe industria, y la mayoría de habitantes del municipio se dedican al campo o prestan sus servicios en otras localidades cercanas.
Desde 2009 se fabrica una cerveza artesanal en el municipio, Media Fanega.

## Patrimonio
El edificio más destacable de la localidad es el palacio de los Núñez, popularmente conocido como Casa Grande, perteneciente al marquesado de Villena y construido en el siglo XVI, donde podemos observar el escudo de los Núñez, apellido importante de Chinchilla. Dentro de este conjunto arquitectónico es también destacable un patio con columnas adintelado. Su propietario hasta finales del siglo XX fue Tomás Almunia Gómez-Medeviela (VII Marqués de Tejares), siendo actuelmente propiedad de Manuel Lorenzo Ródenas (Bodega Los Aljibes).
También llama la atención la plaza Adolfo Suárez, principal del municipio, en la que podemos encontrar la iglesia de San Miguel Arcágel, de construcción barroca (siglo XVII) y portada clasicista (siglo XVIII) de pirámides con bolas; el edificio del Ayuntamiento y una fuente coronada por un Sagrado corazón (1942).
Merece la pena la visita del lavadero de San Antonio, del siglo XIX, y remodelado en 1921 utilizado todavía por algunos vecinos para lavar, sobre todo piezas grandes de cama y alfombras.
Otro monumento ya desaparecido y derruido al fin de la Guerra Civil  (para la construcción del nuevo depósito de aguas) era el molino, situado en el alto del mismo nombre, situado en la parte oeste del municipio.

## Fiestas
Las fiestas patronales son del 24 al 30 de septiembre en honor de San Miguel Arcángel, que se celebra el 29 de septiembre, destacando entre los festejos como uno de los más importantes, la Ofrenda Floral al patrón, que se realiza el día 28 de septiembre por la noche dando paso al comienzo de las fiestas, donde participa todo el pueblo y multitud de visitantes. Las Fiestas de San Miguel tienen unas tradiciones que llevan varios años y se intenta que sigan.
- Concurso de gazpachos viudos, son los que dan comienzo a las fiestas y suelen ser el sábado en el que se celebra el pregón.
- Rally fotográfico, donde la gente tiene que fotografiar diferentes rincones del pueblo y que ayuda a conocer los rincones de Corral-Rubio.
- Las fiesta de San Isidro Labrador (patrón de los labradores), el día 15 de mayo, destacando como acto más importante la romería que se realiza para trasladar al santo a la ermita situada en las inmediaciones de la finca de Aguaza y denominada de San Isidro, como su vuelta el primer sábado de agosto.
- Otra tradición son Los Mayos, cantos en la iglesia de San Miguel el 30 de abril por la noche.

## Otros datos
En el municipio de Corral-Rubio se celebraban las Juntas del marquesado de Villena, posiblemente por ser un lugar neutro y de poca importancia en el que no existían influencias que pudiesen afectar a las importantes decisiones que se tomaban en favor de ninguno de los asistentes.
Existe un túnel subterráneo que comunica la Casa Grande con la iglesia de San Miguel, utilizado como refugio y vía de escape durante guerras y ataques.
Cada miércoles se celebra un mercadillo en la plaza principal, bastante interesante en los meses de verano, y algo más escueto durante el invierno.

## La Higuera
La Higuera es una pedanía de Corral-Rubio, que contaba con una población de 17 habitantes (INE 2018) y que está situada a 8 km del municipio. 
En las inmediaciones de esta pedanía existe una laguna de la que se extraen sales y donde todavía pueden observarse las ruinas del balneario que existió en dicha zona. Este balneario era conocido por el nombre de Baños de San José, llegando a gozar de una fama (1928) por la bondad y buenas condición de sus aguas; éstas eran apropiadas para el tratamiento de ciertas enfermedades como: reumatismo, escrufulismo, enfermedades de la piel y linfatismo.
Su base económica es la agricultura, destacando el cultivo de cereales, la producción vinícola y la ganadería.
Las fiestas de La Higuera son del 17 al 19 de marzo en honor a San José.